# Brzava
Brzava (cyr. Брзава) – wieś w Czarnogórze, w gminie Bijelo Polje. W 2011 roku liczyła 135 mieszkańców.